# Елена Калайджиева
Елена Калайджиева е българска учителка и революционерка, деятелка на Вътрешната македоно-одринска революционна организация.

## Биография
Калайджиева е родена в 1882 година в Долна Сингартия. Завършва Солунската българска девическа гимназия в 1889 година. Преподава в Мехомия, като същевременно става членка на ВМОРО. Елена Калайджиева заедно с учителката Райна Каназирева от Неврокоп ушива знамето на революционния комитет в Разлога. След въстанието в 1904/1905 година преподава в Неврокоп.